# Arctosa bakva
Arctosa bakva är en spindelart som först beskrevs av Roewer 1960.  Arctosa bakva ingår i släktet Arctosa och familjen vargspindlar.
Artens utbredningsområde är Afghanistan. Inga underarter finns listade i Catalogue of Life.